# KAMAZ Nabierieżnyje Czełny
OOO Futbolnyj Kłub „KAMAZ” (ros. ООО Футбольный клуб „КАМАЗ“) – rosyjski klub piłkarski z siedzibą w mieście Nabierieżnyje Czełny, leżącym w Tatarstanie, grający obecnie w Pierwyj diwizion.

## Historia
Chronologia nazw:
- 1981—1983: Trud-PRZ Nabierieżnyje Czełny (ros. «Труд-ПРЗ» Набережные Челны)
- 1983—1987: Trud-PRZ Breżniew (ros. «Труд-ПРЗ» Брежнев)
- 1988—1989: Torpedo Nabierieżnyje Czełny (ros. «Торпедо» Набережные Челны)
- 1990—1994: KAMAZ Nabierieżnyje Czełny (ros. «КАМАЗ» Набережные Челны)
- 1995—2000: KAMAZ-Czałły Nabierieżnyje Czełny (ros. «КАМАЗ-Чаллы» Набережные Челны)
- 2001—...: Futbolnyj Kłub „KAMAZ”(ros. Футбольный клуб „КАМАЗ“)

Klub został założony 11 listopada 1981 roku pod nazwą Trud-PRZ jako zakładowy klub spółki KAMAZ. Do 1988 roku zespół występował w ligach regionalnych i wtedy też awansował do drugiej ligi radzieckiej. Grał w niej do 1992 roku, czyli do czasu upadku Związku Radzieckiego. Po utworzeniu ligi rosyjskiej zespół KAMAZ-u wygrał turniej Rosji Środkowej i awansował do Premier Ligi.
Najlepszym wynikiem w historii występów KAMAZ-u w Premier Lidze było zajęcie 6. pozycji w 1994 roku. Dzięki temu zespół wystąpił w rozgrywkach Pucharu Intertoto w 1995 roku. Dotarł wówczas do półfinału, po drodze eliminując m.in. niemiecki TSV 1860 Monachium.
W najwyższej klasie rozgrywkowej Rosji KAMAZ grał od 1993 do 1997 roku. Wtedy też główny sponsor klubu przeżywał kłopoty finansowe i zespół spadł do Pierwszej Dywizji, a w 1998 roku do Drugiej Dywizji. W latach 1999–2003 występował w Zonie Uralu i w 2003 roku awansował na zaplecze Premier Ligi. W latach 2004–2007 zespół był bliski awansu do ekstraklasy Rosji, jednak zajmował na przemian trzecie bądź czwarte miejsca w tabeli.
Klub kilkukrotnie zmieniał nazwy. Został założony jako Trud-PRZ, następnie nazywał się Torpedo, KAMAZ i KAMAZ-Czałły.

## Sukcesy
- 7 miejsce w Drugiej Lidze ZSRR, grupie 2: 1989
- 1/64 finału Pucharu ZSRR: 1992
- 6 miejsce w Rosyjskiej Wyższej Lidze: 1994
- 1/4 finału Pucharu Rosji: 1994, 1996

## Reprezentanci kraju w klubie
- Anton Bober
- Rusłan Nigmatullin
- Andriej Nowosadow
- Jewgienij Warłamow
- Barsegh Kirakosjan
- Ilgar Abdurachmanow
- Alaksandr Łuchwicz
- Juryj Szukanau
- Zajko Zeba
- Revaz Gotsiridze
- Badran Al Shagran
- Oleg Kapustnikow
- Maksym Szewczenko
- Siergiej Żunienko
- Valdemaras Martinkėnas
- Aidas Preikšaitis
- Tomas Ražanauskas
- Giedrius Žutautas
- Essau Kanyenda
- Nicolae Josan
- Achrik Cwejba
- Iwan Jaremczuk

## Europejskie puchary
Legenda do wszystkich tabel:
- Q – runda eliminacyjna, 1/16, 1/8, 1/4, 1/2 – odpowiednia faza rozgrywek, Grupa – runda grupowa, 1r gr – pierwsza runda grupowa, 2r gr – druga runda grupowa, F – finał, R – runda, PO – play-off
- k. – rzuty karne, los. – losowanie, Dogr. – dogrywka, w. – zasada bramek strzelonych na wyjeździe

| Sezon | Rozgrywki        | Runda   | Klub               | Dom | Wyjazd | Ogólnie    |
| ----- | ---------------- | ------- | ------------------ | --- | ------ | ---------- |
| 1996  | Puchar Intertoto | Grupa 8 | ŁKS Łódź           | 3–0 |        | 1. miejsce |
| 1996  | Puchar Intertoto | Grupa 8 | Kaucuk Opava       |     | 2–1    | 1. miejsce |
| 1996  | Puchar Intertoto | Grupa 8 | Spartak Warna      | 2–2 |        | 1. miejsce |
| 1996  | Puchar Intertoto | Grupa 8 | TSV 1860 Monachium |     | 1–0    | 1. miejsce |
| 1996  | Puchar Intertoto | 1/2     | En Avant Guingamp  | 2–0 | 0–4    | 2–4        |